# La Nostalgie du futur

La Nostalgie du futur est un livre de Marcel Bleustein-Blanchet, paru en 1976 aux éditions Robert Laffont. Cette autobiographie du créateur de Publicis est un des premiers ouvrages à chanter les louanges de la publicité.
C'est également une expression brésilienne « tenho a nostalgia do futuro » (j'ai la nostalgie du futur)
Son auteur affirme que celle-ci s'oppose à la réclame, procédé importunant le lecteur ou le spectateur. De cette dernière, il cite le slogan (qu'il qualifie d'imbécile) : Enfoncez-vous bien cela dans la tête. La publicité, au contraire, doit selon lui distraire, amuser, intéresser, s'attirer la sympathie et la complicité du spectateur ou de l'auditeur.
Il mentionne à quel point un déficit d'image peut être un handicap pour une entreprise, citant sans la nommer, mais de façon claire, Bouygues, qui à cette époque, malgré son chiffre d'affaires, restait largement inconnue du grand public.
L'auteur s'était vu reprocher par son père, en se lançant dans cette carrière, de chercher à « vendre du vent ». Il signale que depuis cette date, « ce vent-là a fait tourner pas mal de moulins ».